# Museo de Arte (Universidad Nacional Mayor de San Marcos)
El Museo de Arte de la Universidad Nacional Mayor de San Marcos (MASM), es una institución académica ubicada en el Parque Universitario, en el Cercado de Lima, en Lima, Perú. El museo está encargado de reunir, conservar, exhibir y estudiar el patrimonio histórico-artístico de la universidad, del Perú y de la humanidad.

## Historia

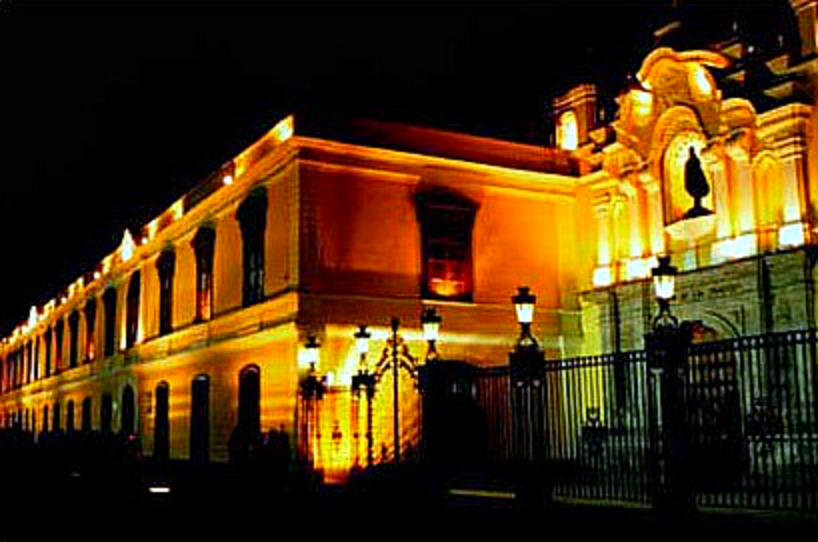
Casona de la Universidad de San Marcos, ubicación de su Museo de Arte.

El museo fue creado el 17 de febrero de 1970 como Museo de Arte e Historia gracias al impulso del reconocido historiador de arte, el Dr. Francisco Stastny Mosberg y durante la rectoría del maestro Juan De Dios Guevara. Su finalidad era que, dentro de la misma casa de estudios, funcionará una institución encargada de reunir, conservar, estudiar y exhibir el patrimonio histórico y artístico de la Universidad de San Marcos. En el año 1996, se cambió su denominación por la de Museo de Arte de San Marcos (MASM), incorporando en sus fondos importantes creaciones artísticas de diferentes épocas de la historia del arte peruano.

## Colecciones
Actualmente cuenta con cuatro importantes colecciones: de retratos, de arte popular, de arte moderno y contemporáneo, y del archivo de dibujo y pintura campesina.

### Retratos
La colección incluye retratos de varios sanmarquinos e hispanoamericanos ilustres, algunos de los cuales se pueden observar a continuación:

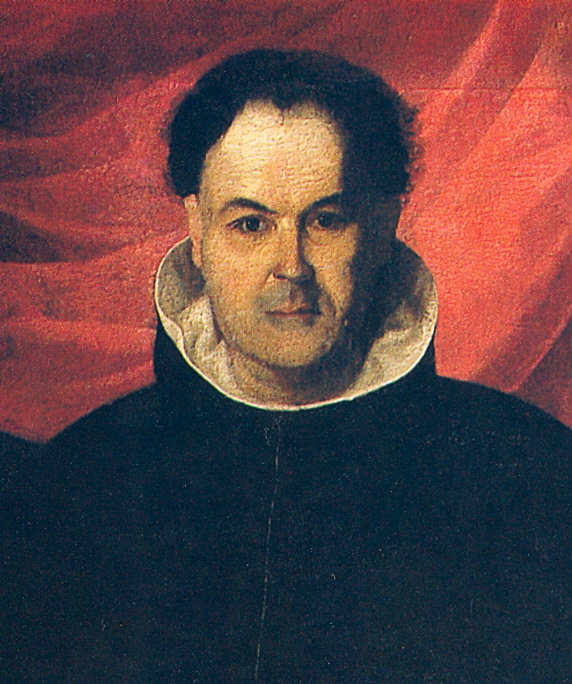
Cipriano de Medina y Vega, catedrático sanmarquino y obispo de Huamanga.
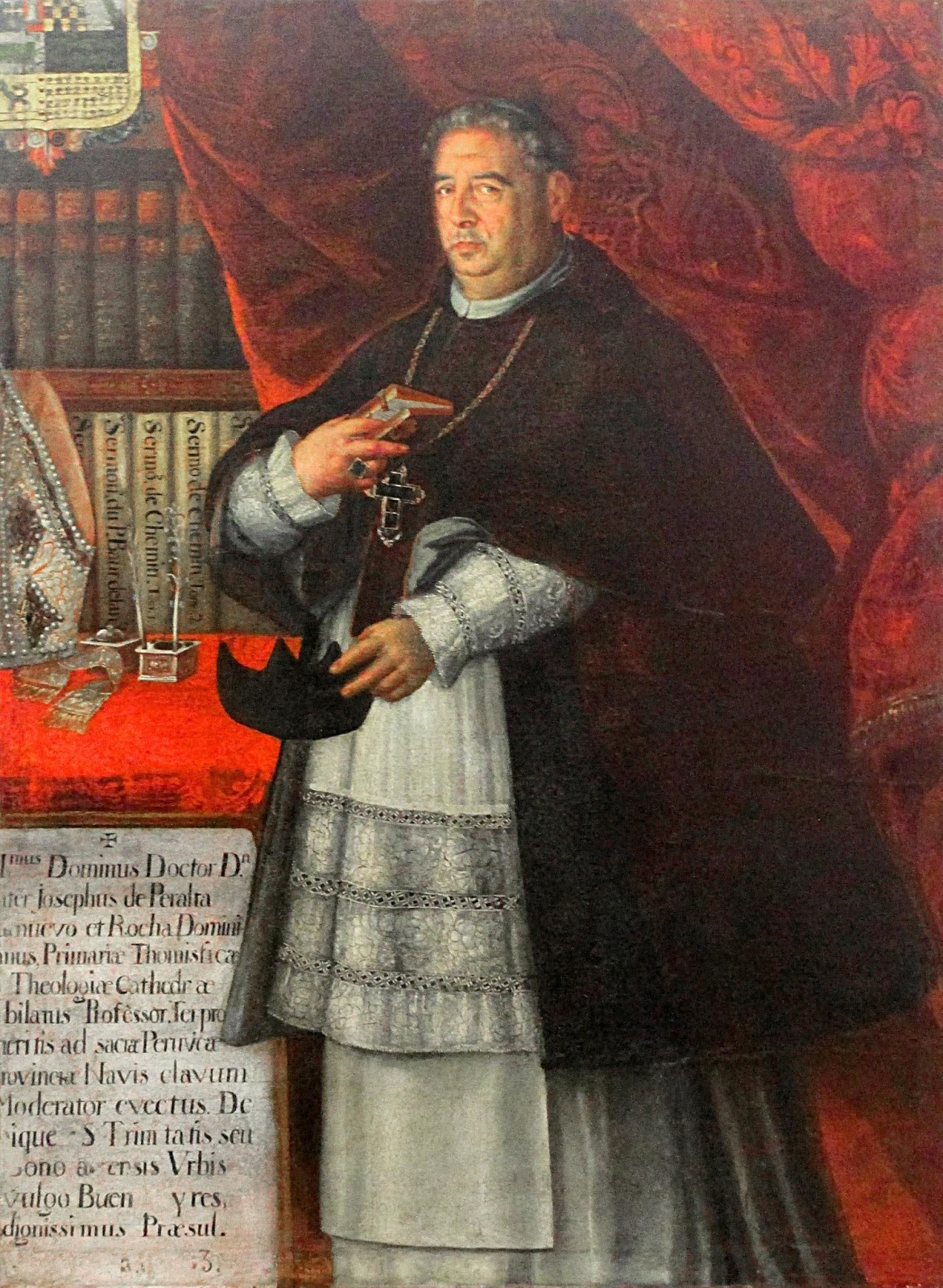
Fray José de Peralta Barnuevo y Rocha Benavides, catedrático sanmarquino y obispo de Buenos Aires y La Paz.
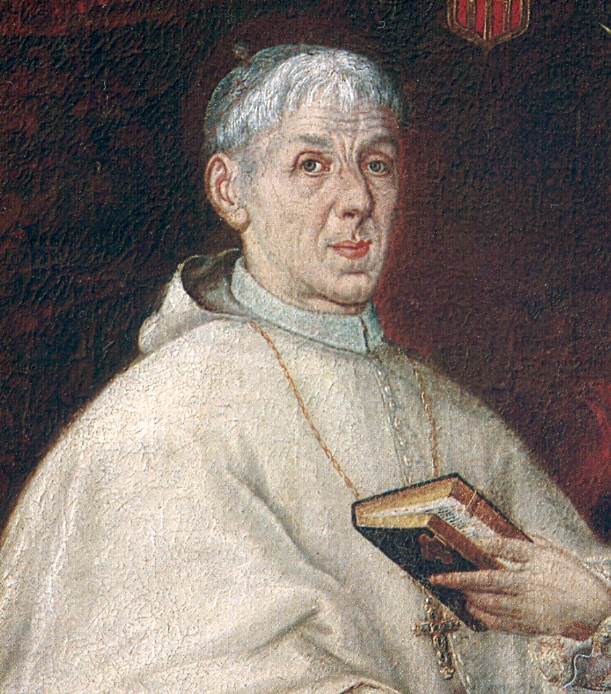
Francisco Gutiérrez Galeano, obispo de Huamanga.
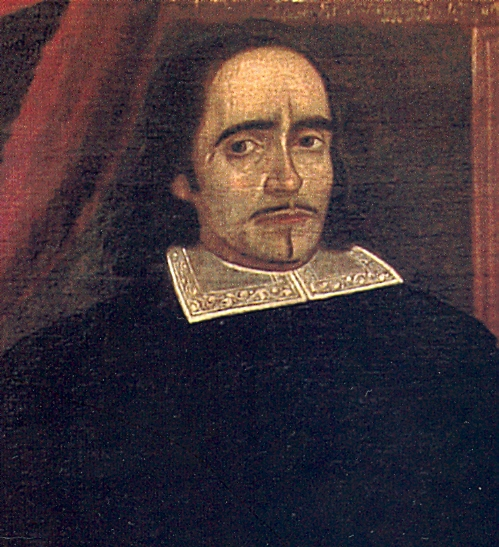
Diego Montero del Águila, catedrático sanmarquino y Obispo de Concepción (Chile) y Trujillo (Perú).
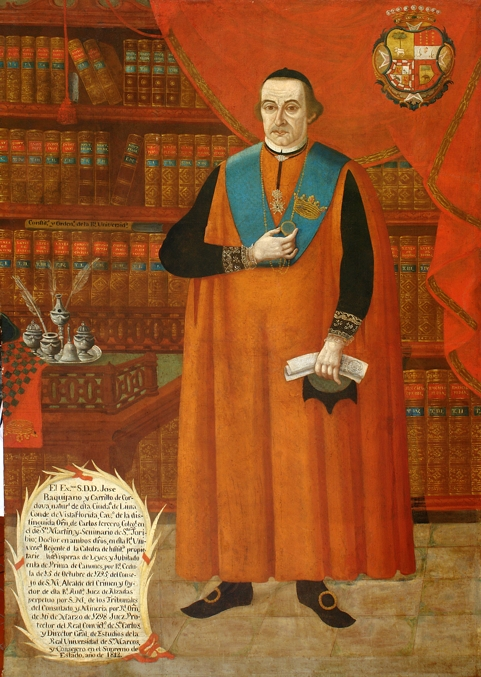
José Baquíjano y Carrillo, conde de Vista Florida.
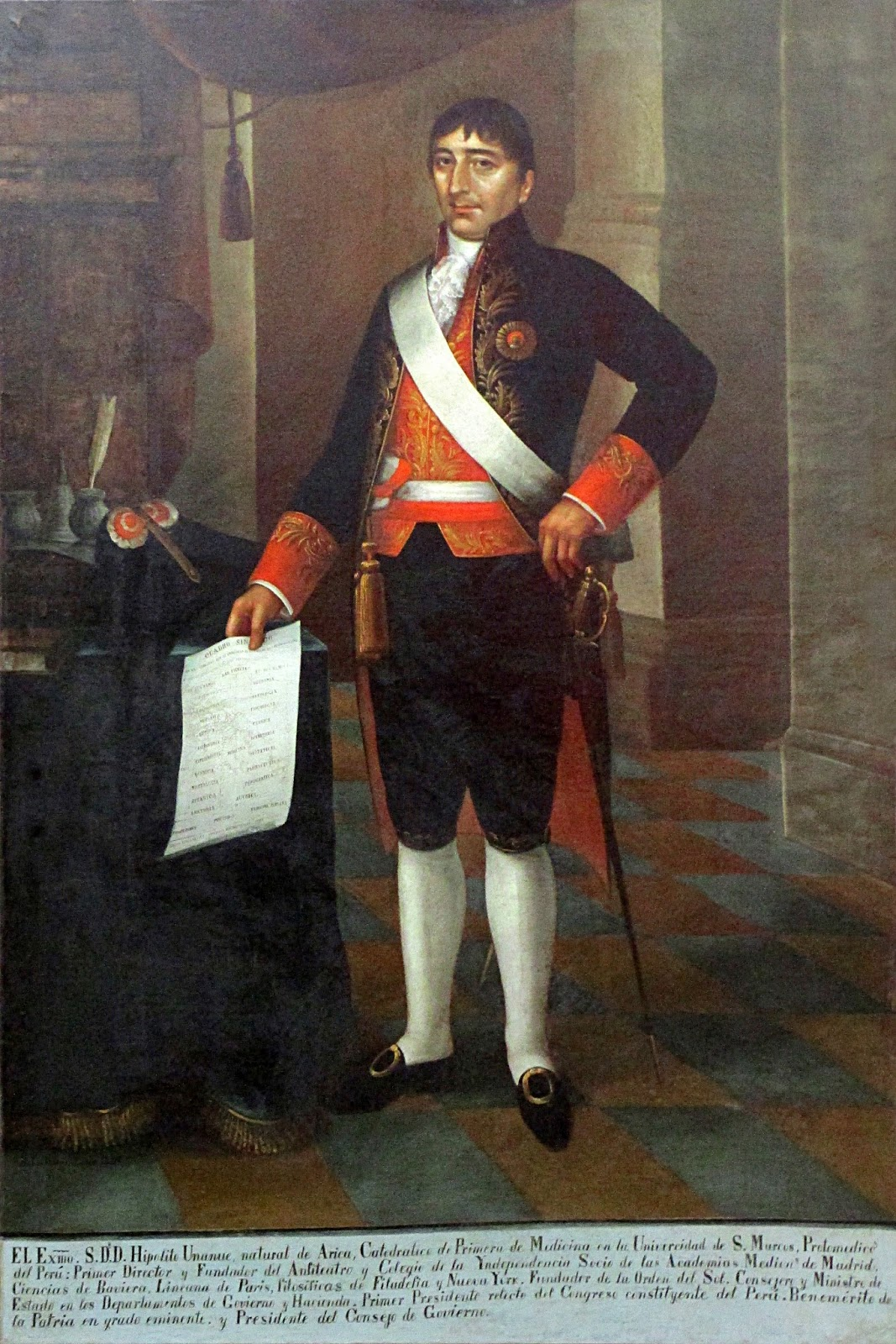
José Hipólito Unanue y Pavón, médico, naturalista, catedrático sanmarquino, precursor peruano de la independencia.
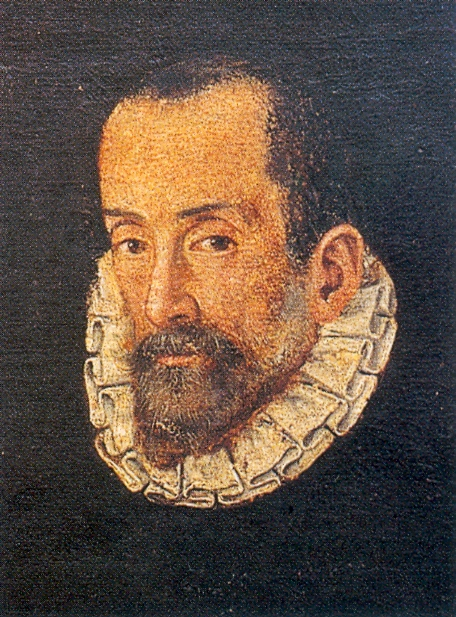
Jerónimo López Guarnido, abogado y rector sanmarquino.
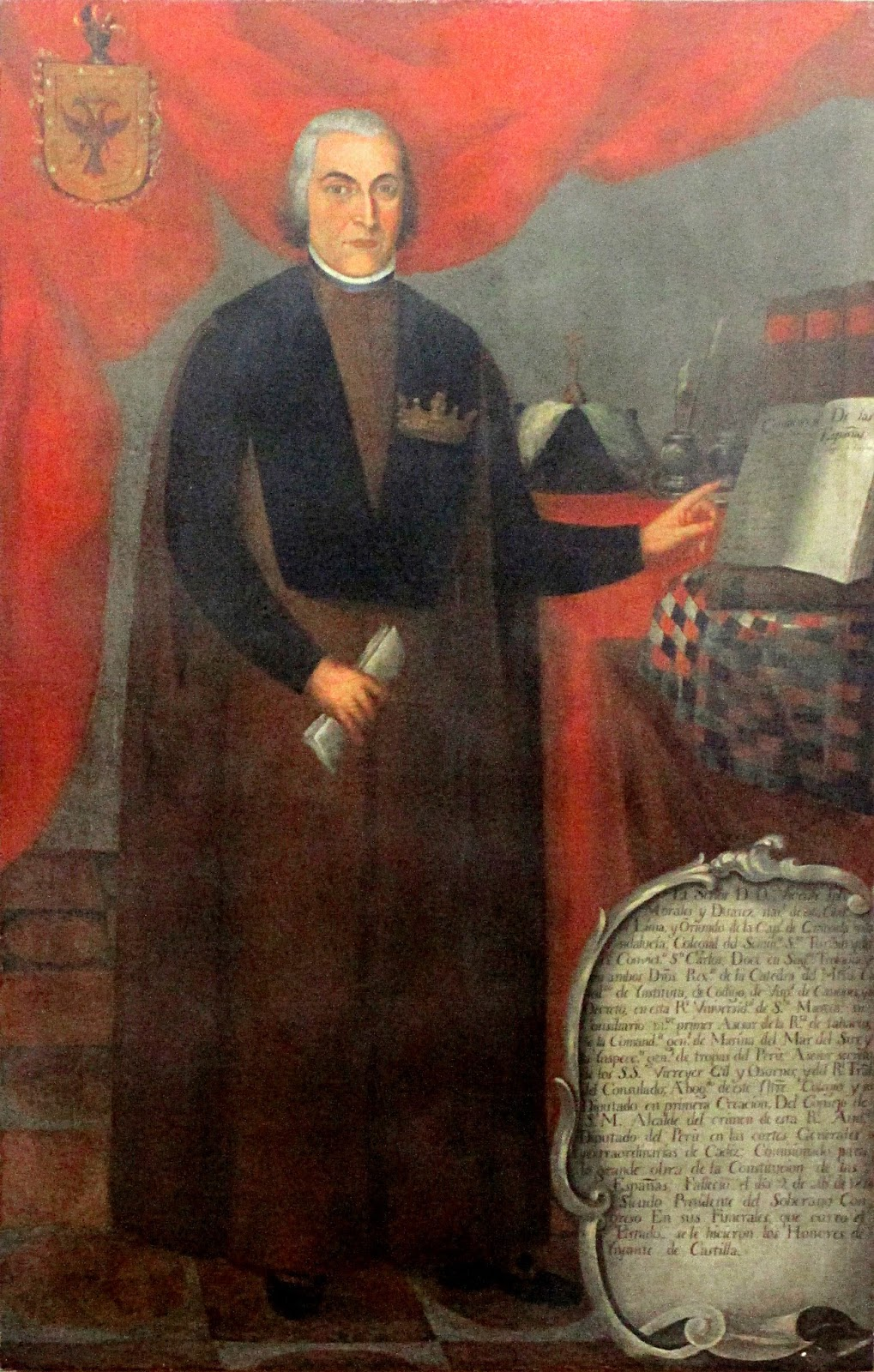
Vicente Morales Duárez, jurista, catedrático sanmarquino y presidente de las Cortes de Cádiz.
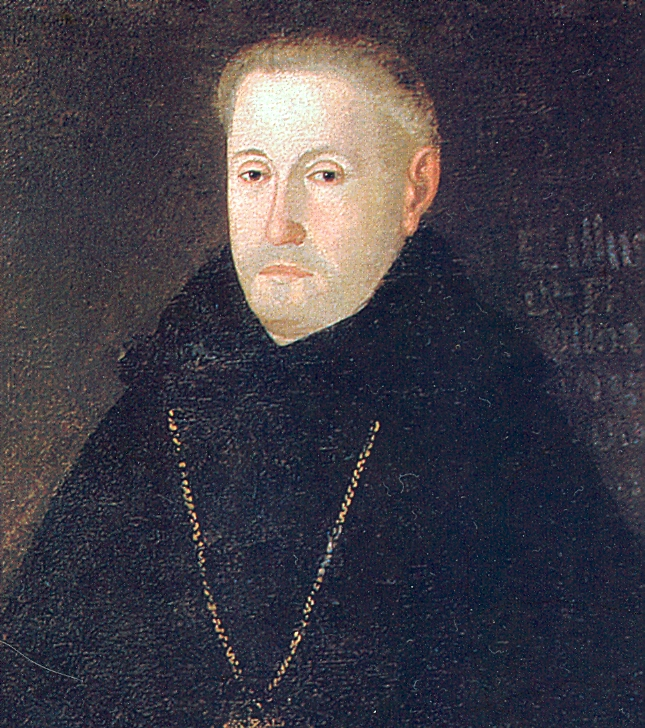
Fray Nicolás de Ulloa, obispo de Córdoba del Tucumán.
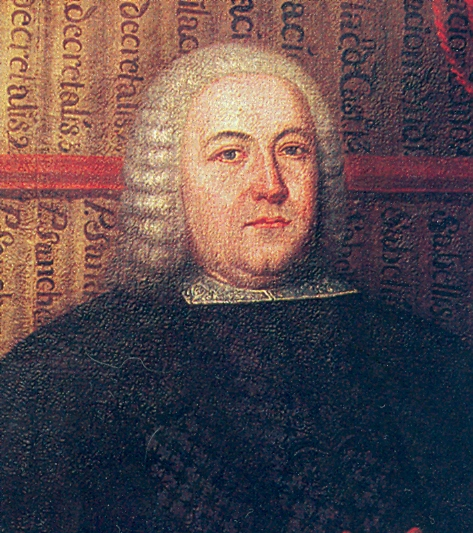
Pedro José Bravo de Lagunas, catedrático sanmarquino.
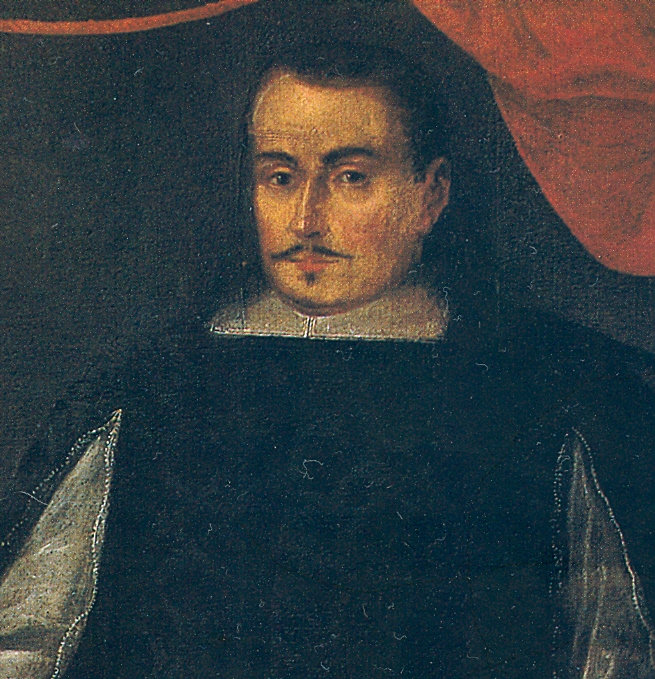
Francisco Ruiz Lozano, Cosmógrafo Mayor del Perú.
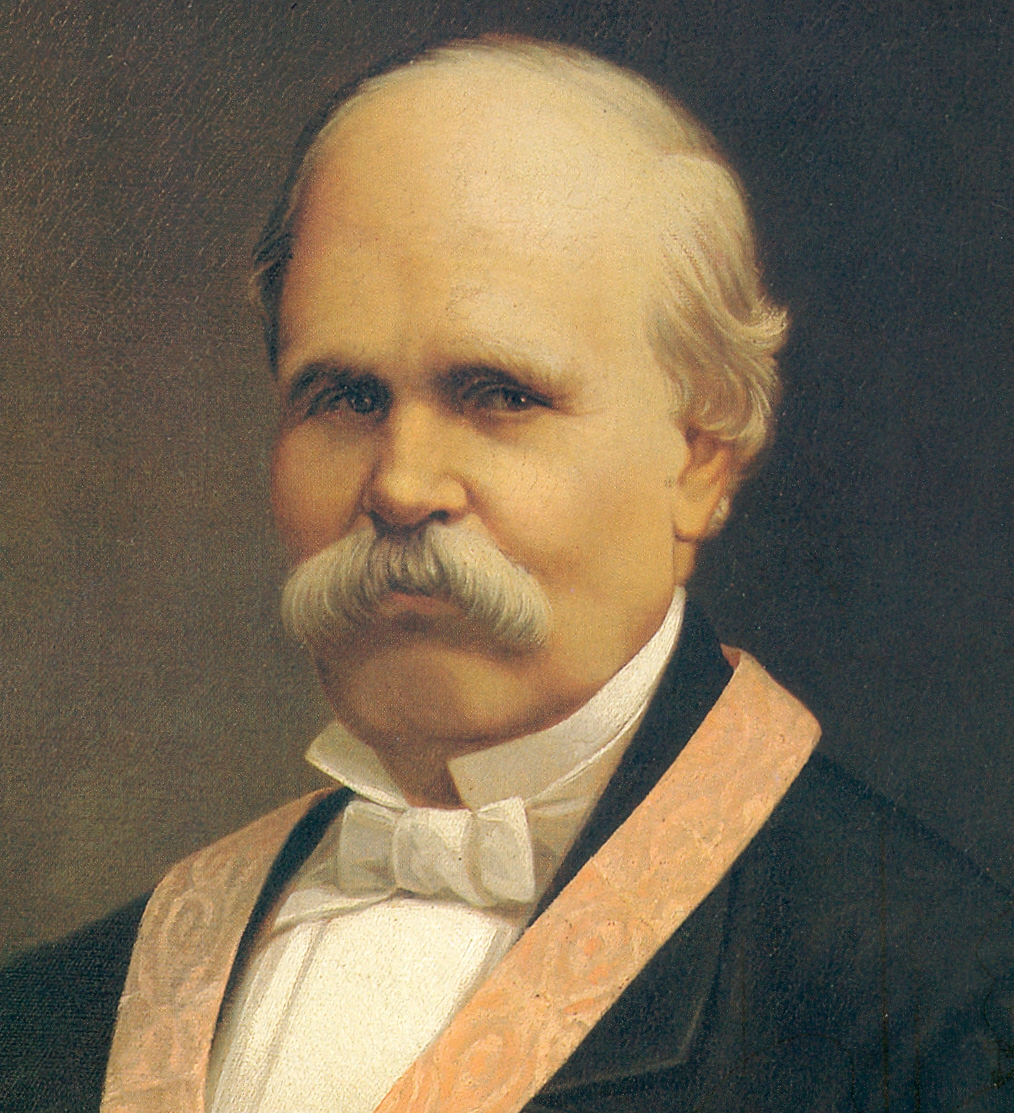
Sebastián Lorente, maestro sanmarquino.
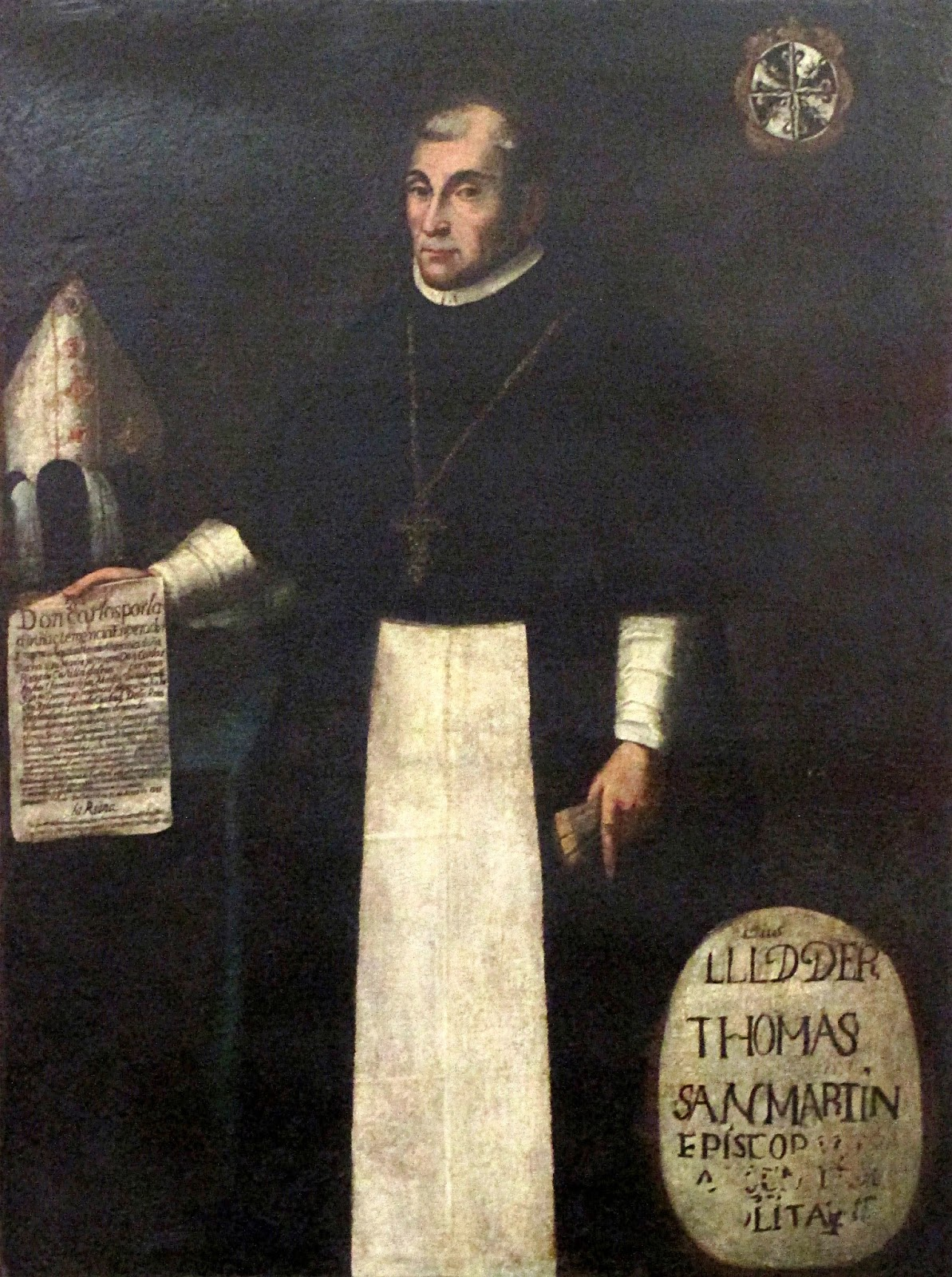
Fray Tomás de San Martín, gestor de la fundación de la Universidad de San Marcos.

### Arte popular
Colección de arte popular de la universidad, proveniente del fondo de las hermanas Celia y Alicia Bustamante y de la peña Pancho Fierro.

### Arte moderno y contemporáneo
Su colección de arte moderno y contemporáneo, la cual comprende los siglos XX y XXI, es considerada por diversos especialistas como la más completa en el medio peruano.

### Dibujo y pintura campesina
Colección del archivo de dibujo y pintura campesina de la universidad, incorporado en 2004 al museo, proveniente de los diez concursos de pintura campesina que se realizaron entre 1984 y 1996.